# Origem e evolução do sexo eucariótico
A evolução do sexo é um dos quebra-cabeças da biologia evolutiva moderna. Entre os problemas mais intrigantes da teoria evolutiva estão aqueles ligados à origem e manutenção da recombinação e da reprodução sexual e à questão das condições que favorecem a evolução de fenômenos como a autofertilização e a partenogênese. Em várias espécies existe variação genética da taxa de recombinação e modo de reprodução, sendo que estas características são evolutivamente fluidas. A autofertilização pode variar geneticamente dentro e entre as populações de muitas espécies de plantas e genótipos partenogenéticos e de reprodução  sexuada são encontradas em muitas espécies de animais e plantas. A maioria dos organismos se reproduzem sexuadamente. Algumas hipóteses tem sido propostas para tentar entender o por que da reprodução sexuada em oposição a assexuada - a da restrição genética, a da seleção de grupo, a das mutações deletérias e a da coevolução parasita-hospedeiro. As hipóteses para a origem do sexo são difíceis de comprovar experimentalmente, a maior parte do trabalho atual tem-se centrado no aspecto da manutenção da reprodução sexual. Os biólogos, incluindo W. D. Hamilton e George C. Williams, propuseram várias explicações sobre como se mantém a reprodução sexual num grande conjunto de seres vivos distintos.

## Reprodução assexuada

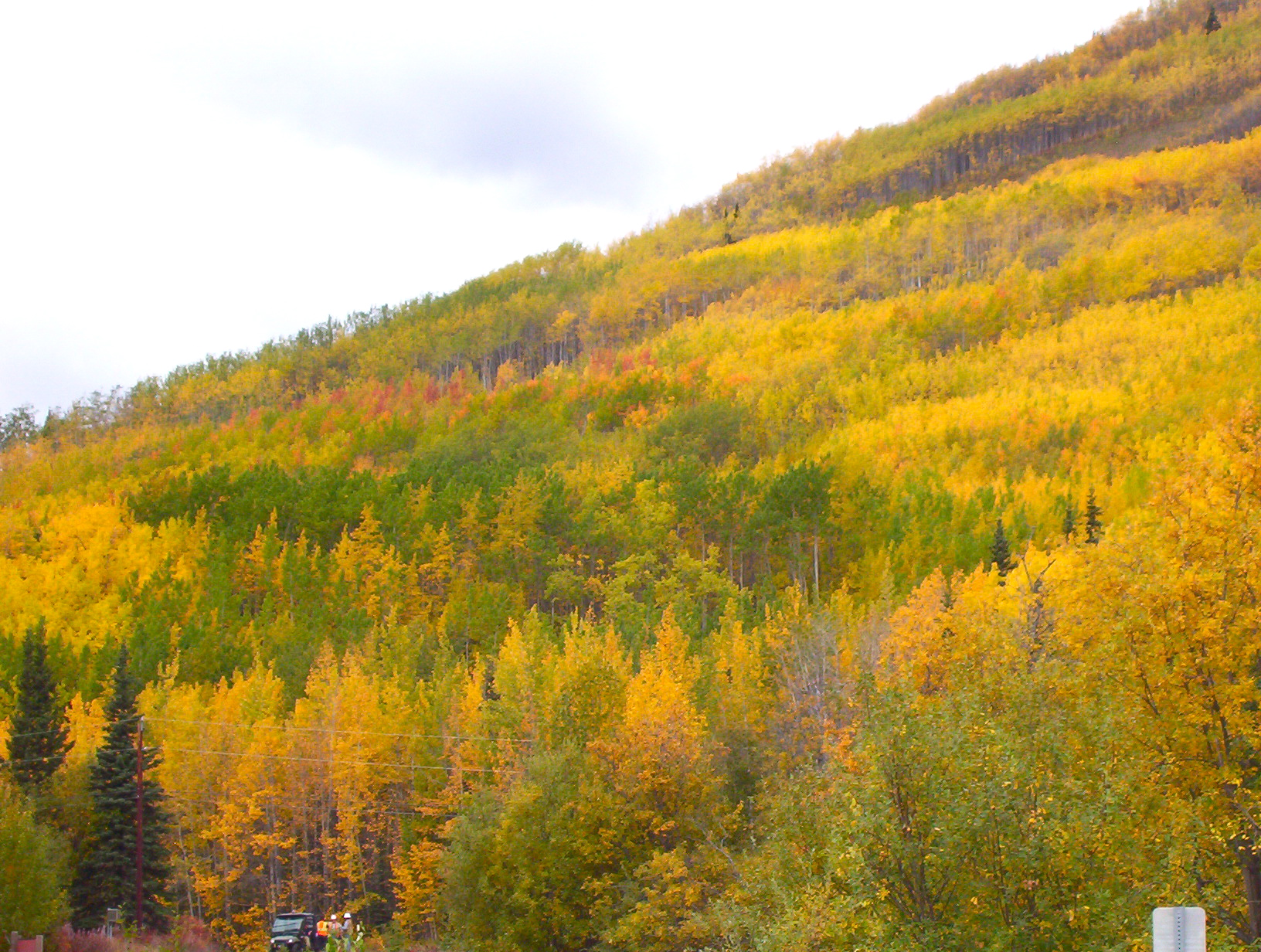
Clones de "Aspen". Populus sp. Colônias derivadas de um único indivíduo

Alguns organismos se reproduzem sem sexo (reprodução assexuada), onde um conjunto de organismos geneticamente idênticos é produzido a partir de um ancestral, em outros podem ocorrer os dois tipos de reprodução, e isso pode ocorrer de acordo com as condições e pressões externas. Os protistas, por exemplo, apresentam uma variabilidade notável em seu ciclo de vida. A maioria se reproduze assexuadamente, mas em condições de stress, eles mudam sua estratégia reprodutiva e passam a usar o sexo para se reproduzirem. Um exemplo clássico é o Paramecium, onde a reprodução sexuada é isogâmica (gametas têm o mesmo tamanho), e não existe diferença entre macho e fêmea. Os animais se reproduzem pela fertilização de um óvulo por um espermatozoide formando um zigoto que se divide por mitose até a formação de um embrião rudimentar - a blástula. A reprodução assexuada envolve o brotamento de uma massa de células que se multiplica pra formar um novo indivíduo. Quando esses brotos se juntam ao indivíduo que os originou, se desenvolve uma colônia, e quando esses brotos se separam, novos indivíduos independentes são formados.  
As plantas formam esporos que crescem em uma forma de gametófito (plantas que formam gametas), ou um macho ou uma fêmea. Porém muitas delas se reproduzem assexuadamente e formam clones de sua progenitora. Um exemplo bem conhecido são os clones de "Aspen" ('Populus sp.), que são colônias derivadas de um único indivíduo. Muitos outros organismos também se reproduzem assexuadamente, tais como as caravelas, afídeos (que apresentam ciclos de vida sazonais - no inverno onde há maior instabilidade eles se reproduzem sexuadamente, no verão, quando o ambiente está mais estável, eles se reproduzem por partenogênese).

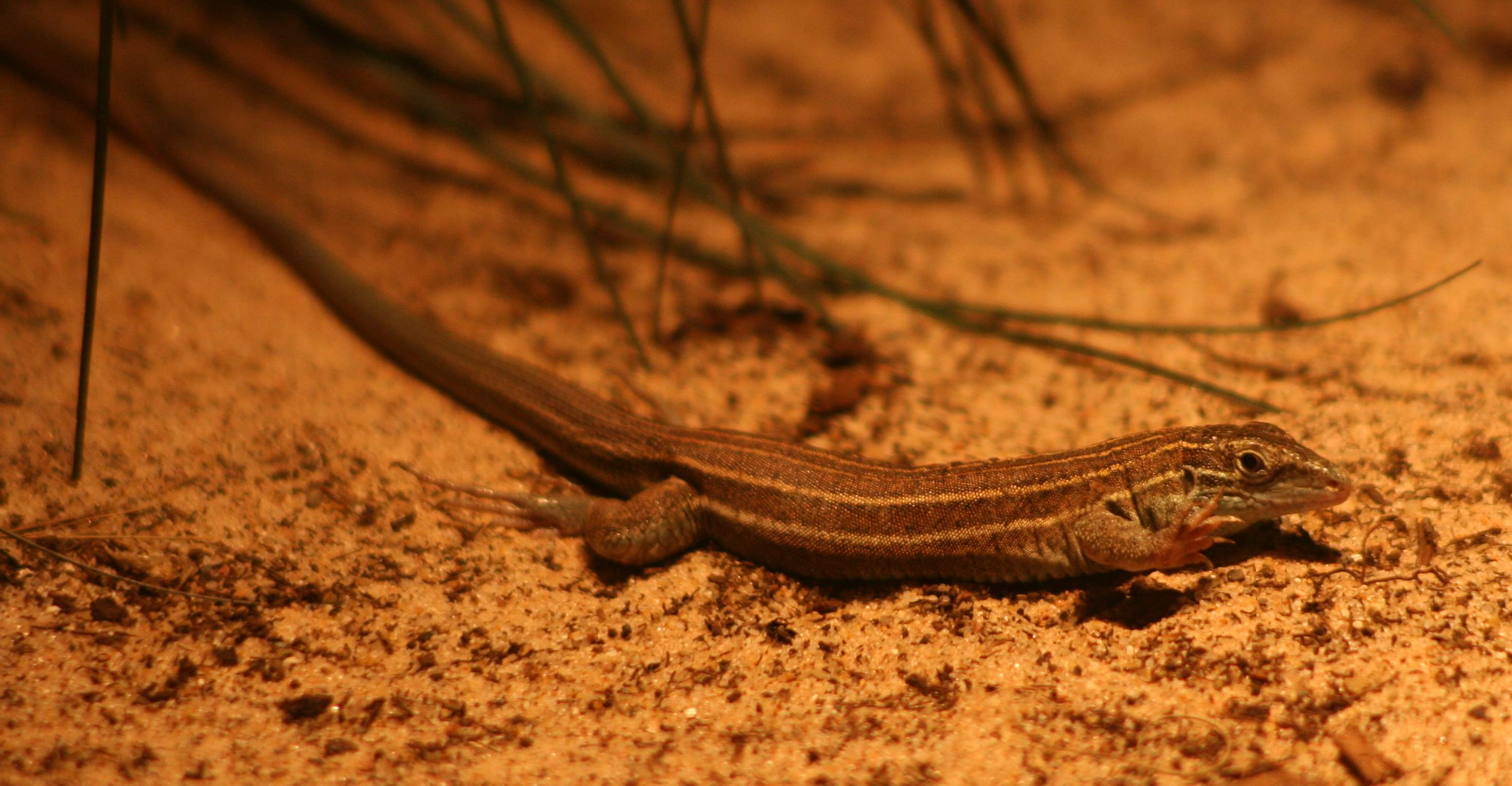
Cnemidophorus uniparens. As fêmeas se reproduzem por partenogênese

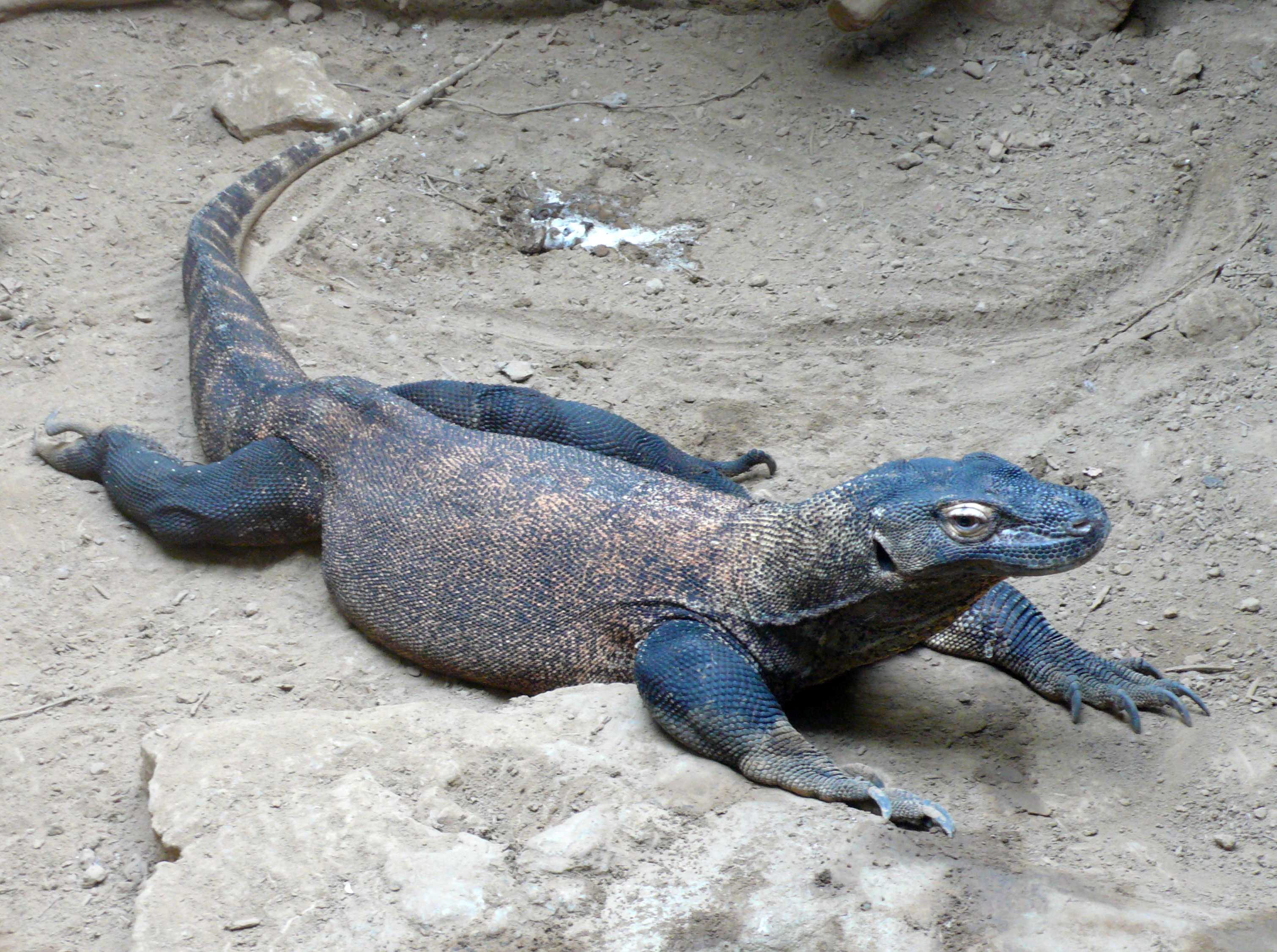
Varanus komodoensis. Registro de reprodução partenogenética

A partenogênese (fenômeno de crescimento e desenvolvimento de um embrião sem que haja fertilização) também ocorre um alguns poucos organismos. Aqui a fêmea procria sem a necessidade de um parceiro sexual. Ocorre em algumas plantas, invertebrados (pulgas-d'água, abelhas) e alguns vertebrados (lagartos - conhecido para o gênero Cnemidophorus  e também  reportado para a espécie Varanus komodoensis – dragão de komodo). A partenogênese está envolvida em amplo debate, sendo considerada por alguns uma reprodução sexuada incompleta, já que demanda a produção de gametas (óvulos).

## Sexo
Em termos biológicos o sexo é basicamente um mecanismo utilizado por seres sexuados no processo de reprodução, onde ocorre a combinação de metade do material genético (DNA) de dois indivíduos (um macho e uma fêmea) para a formação da prole, que apresenta meia cópia genética de cada genitor, promovendo a variabilidade genética.
Em oposição à reprodução sexuada, existe o método assexuado (ou clonal) de reprodução, onde o indivíduo produz uma prole geneticamente igual a ele. Uma estratégia reprodutiva biologicamente vantajosa, tendo em vista que passar os genes adiante é o objetivo principal de todo ser vivo.
Uma grande variedade de organismos se reproduz de forma sexuada, onde todos descendem de um mesmo ancestral comum com a capacidade de se reproduzir sexuadamente. Diante disso, deve existir um motivo biológico e evolutivo para o grande sucesso desse tipo de reprodução, já que a reprodução assexuada é fisiologicamente mais fácil que a reprodução sexuada, e ser assexuado então, é mais vantajoso, por gerar mais descendentes e passar mais genes adiante. Wiliams (1975) em Sex and Evolution, dizia " que a convicção que a prevalência da reprodução sexuada é inconsistente com a teoria evolutiva atual".  A reprodução sexuada é muito custosa e envolve vários riscos, mas os benefícios devem superar esses custos.

## Os custos do sexo

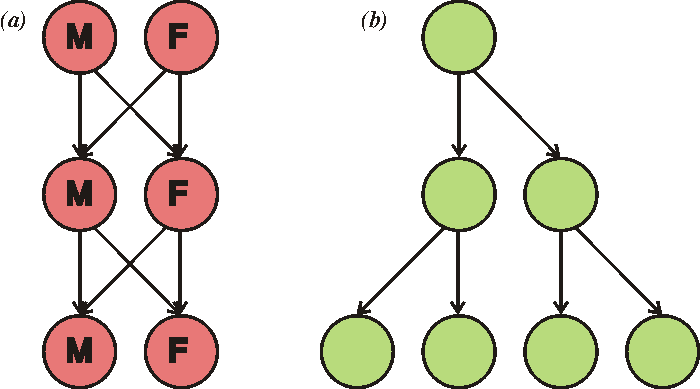
A imagem mostra a variação numérica de indivíduos em população sexuada (a) e assexuada (b) ao longo de três gerações. O custo de 50% do sexo. Inicialmente uma população tem um número igual de fêmeas assexuadas e sexuadas. As fêmeas tem a mesma sobrevivência e fecundidade. A reprodução assexuada rapidamente predomina porque dobra a taxa de reprodução

Como já mencionado, a maioria avassaladora dos seres vivos se reproduz sexuadamente, então é de se esperar que em uma população onde existam indivíduos com ambas estratégias de reprodução os indivíduos sexuados superem em número aqueles assexuados, porém isso não é observado em simulações. Imagine a seguinte simulação de uma população onde a primeira geração apresenta três indivíduos, sendo uma “fêmea” assexuada, um macho sexuado e uma fêmea sexuada, onde todos possuem as chances iguais de sobrevivência e produzem o mesmo número de descendentes.
Suponha então que nesse caso cada genitor seja capaz de produzir uma prole com dois indivíduos. Na segunda geração a “fêmea” assexuada terá gerado dois descendentes, cada um capaz de gerar mais dois descendentes. A fêmea sexuada, após a fecundação pelo macho sexuado, também produzirá dois descendentes, porém a partir da proporção sexual de 1:1 a segunda geração dos indivíduos sexuados será de um macho e uma fêmea, dependentes um do outro para gerar mais dois descendentes. Ou seja, ao final da segunda geração essa população apresentará quatro indivíduos, sendo duas fêmeas assexuadas, um macho sexuado e uma fêmea sexuada.
A primeira geração apresentava uma proporção de 1/3 indivíduos assexuados, e em apenas uma geração o número desses indivíduos dobrou, aumentando essa proporção para 1/2. Se a simulação de mais uma geração for feita as duas “fêmeas” assexuadas serão capazes de gerar quatro indivíduos assexuados, enquanto o macho e a fêmea sexuada irão manter a quantidade de indivíduos da geração anterior, sendo assim a proporção de indivíduos assexuados será agora 2/3. As fêmeas sexuadas têm 50% da viabilidade de um indivíduo assexuado, pois esses são capazes de gerar o dobro de descendentes de uma fêmea sexuada, assim a reprodução assexuada se torna predominante na população em poucas gerações, pois faz dobrar a taxa de reprodução. Então, o sexo tem uma desvantagem adaptativa de 50% em relação à reprodução assexuada.

Meiose. O processo de divisão celular onde os cromossomos são reduzidos pela metade criando quatro células haplóides, cada um geneticamente distinto da célula mãe que a originou

Existem ainda outros custos associados à reprodução sexuada, tais como:
- custo da meiose, onde os genes são divididos e enviam apenas metade dos genes para a prole, e ainda é onde os gametas são produzidos;
- a produção de gônadas que são órgãos caros de se produzir e manter, demandando muito gasto energético;
- a busca e seleção de parceiros pode ser altamente custosa, já que o acasalamento é muito arriscado, há um consumo de tempo, estruturas e comportamentos elaborados e muitas vezes alta exposição à predação;
- desperdício na produção de machos, que significa metade da parte produtiva da população, muitos dos quais não vão se reproduzir;
- podem ocorrer doenças sexualmente transmissíveis.

## Vantagens da reprodução sexuada

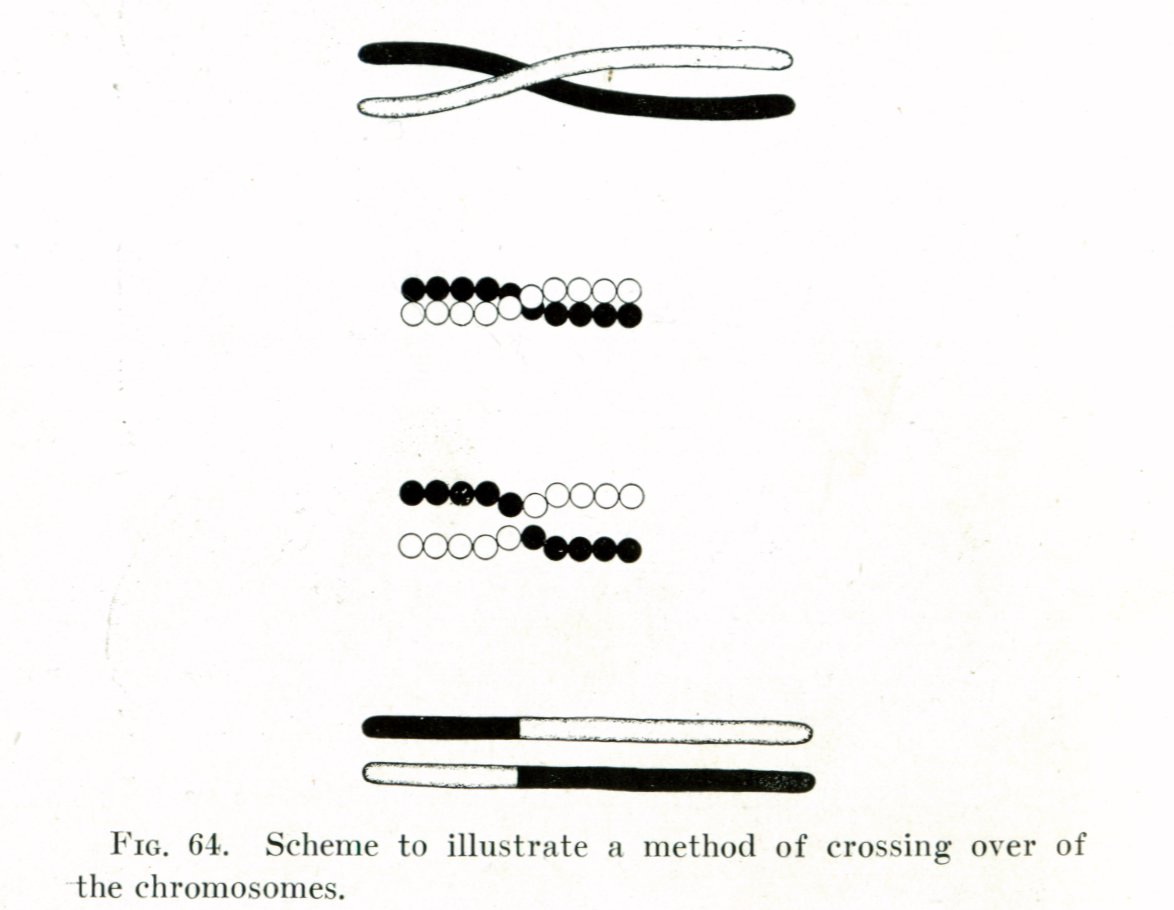
Esquema para ilustrar o crrossing over nos cromossomos. Ilustração: Thomas Hunt Morgam (1916)

Provavelmente a reprodução sexuada é a grande responsável pela grande diversidade de organismos no planeta. Isto ocorre porque durante a gametogênese (processo de formação dos gametas) ocorre a meiose, onde o número de cromossomos da célula é dividido ao meio e ainda ocorre um processo denominado crossing over, onde há a quebra desses cromossomos e uma troca de genes entre eles. Esta recombinação genética é responsável pela produção de grande variabilidade genética. Além de produzir genótipos variados, possivelmente existem outras vantagens no sexo. Alguns pesquisadores como G. Williams, G. Bell e W.D. Hamilton propuseram hipóteses interessantes na tentativa de apontar vantagens na reprodução sexuada. Williams em 1975, sugeriu que a diversidade genética favorece a dispersão no ambiente, já que os filhos não são iguais aos seus irmãos, eles poderiam ocupar nichos ecológicos um pouco diferentes, reduzindo a competição entre eles e favorecendo todos (redução da competição familiar). Bell em 1982, sugeriu que indivíduos geneticamente distintos também ocupam nichos diferentes e também reduzindo a competição. Hamilton em 1967 propôs que uma vez o ambiente sendo dinâmico, está sempre em modificação, o aumento da variabilidade genética garante que ao menos alguns indivíduos da população consigam se ajustar às exigências ambientais.

## Por que o sexo existe?
Uma possibilidade é que a vida use a reprodução sexuada porque se "agarrou nela", ou seja, as mutações que deveriam produzir a reprodução assexuada não ocorreram. Contudo, essa hipótese é improvável porque não é biologicamente difícil que uma mutação produza reprodução assexuada em uma forma sexuada, e porque a reprodução assexuada existe em muitas formas de vida. Ela surgiu várias vezes independentemente, demonstrando que as mutações necessárias podem ocorrer.
O sexo talvez exista porque  ele acelera a taxa de evolução. Essa é a teoria do sexo por "seleção de grupo", onde ela considera o sexo desvantajoso para o indivíduo devido ao seu alto custo (50%), mas alega que este custo é compensado pela reduzida taxa de extinção das populações que se reproduzem sexuadamente. Entretanto, existe motivos para uma certa dúvida sobre a seleção de grupo e ainda o argumento do equilíbrio, de Williams, em que diz que algumas espécies como várias plantas, afídeos, esponjas, rotíferos e pulgas d'água podem se reproduzir sexuada ou assexuadamente, de acordo com as condições ambientais. Contudo essa alternativa não pode ser descartada.
Existem duas teorias principais nas quais o sexo pode ter uma vantagem a curto prazo.
A primeira delas é a teoria de que o sexo existe porque intensifica a força de seleção contra mutações deletérias, ou seja, essas mutações são removidas mais facilmente pela reprodução sexuada do que pela assexuada, proposta por Kondrashov em 1988. Para exemplificar essa teoria imagine a seguinte situação: você é dono de uma frota de dois táxis, um deles está com problema nos freios e o outro na bateria, ambos não funcionam. Para resolver essa questão você poderia transferir a bateria boa do carro com problema nos freios para o carro com problema na bateria e freios bons, assim você terá ao menos um táxi funcionando. Da mesma forma o sexo atua sendo capaz de recombinar mutações de dois indivíduos, agrupando mutações deletérias e aumentando a taxa de remoção dessas mutações a partir da morte desses indivíduos desvantajosos. Porém essa vantagem só é conferida ao sexo se houver uma alta taxa de mutações deletérias, no caso dessas mutações serem raras a vantagem do sexo não será significativa.
A segunda teoria já parte do princípio que o sexo seria vantajoso no caso do ambiente externo mudar com certa frequência, já que os indivíduos sexuados possuem uma maior variabilidade genética, eles podem se adaptar a uma gama maior de ambientes, havendo sempre uma queda de braço coevolutiva entre hospedeiros e parasitas. Porém, para que essa teoria seja verdadeira o ambiente precisa ser alterado com uma frequência muito grande a ponto da prole sexuada ser duas vezes mais apta em comparação a prole assexuada, devido ao custo de 50% do sexo.
Mas como o ambiente mudaria tão rápido?
Sabendo que o sexo e a recombinação genética são alvos em constante movimento para patógenos e inimigos, a resposta para essa pergunta está na Hipótese da Rainha Vermelha. O nome faz referência a uma passagem do livro "Alice Através do Espelho" de Lewis Carroll, onde a menina Alice entra em um tabuleiro de xadrez e encontra a Rainha Vermelha, então as duas dão as mãos e correm o máximo que podem, porém permanecem no mesmo lugar. Ao parem, Alice surpresa e ainda ofegante diz à Rainha que de onde ela vem se tivessem corrido tão rápido por tanto tempo teriam chegado a algum lugar, em resposta a Rainha diz:
| “ | Que lugar lento! Pois aqui é necessário correr o máximo possível para poder ficar no mesmo lugar. Se quiser chegar em algum outro lugar deve correr ao menos o dobro disso! | ” |

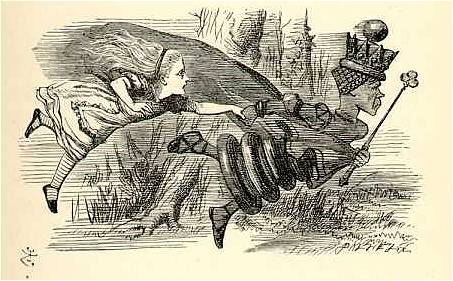
Ilustração da passagem da Rainha Vermelha do livro "Alice Através do Espelho" de Lewis Carrol

Inspirado nessa passagem, Leigh Van Valen fez uma analogia propondo que a relação parasita-hospedeiro pode gerar mudanças "ambientais" em uma velocidade suficiente para tornar o sexo vantajoso. Ou seja, existe uma coevolução entre esses indivíduos, havendo uma corrida armamentista entre o parasita e o hospedeiro. Os parasitas que sofrem mutações que o permitam penetrar as defesas do hospedeiro terão mais chances de passar seus genes adiante, assim como os hospedeiros que apresentarem mais mutações que confiram defesas aos parasitas passarão mais genes adiante, assim um pressiona seletivamente o outro. Dessa forma o "ambiente", que é representado pelos parasitas, muda a cada geração, trazendo ao sexo uma vantagem seletiva. Essas duas teorias mencionadas não explicam de fato o porque do sexo existir, porém essas ideias inspiraram e motivaram muitas pesquisas científicas no ramo da biologia evolutiva, mantendo cientistas dedicados a encontrar uma explicação adaptativa para o sexo. Pois a verdade é que não existe uma certeza de como o sexo possa ser adaptativo. Um estudo comparando uma linhagem partenogênica e uma sexuada de tesourinhas não demonstrou que aquelas frutos de partenogênese adoeciam mais ou morriam antes.

## O sexo pode acelerar a taxa de evolução
Além da promoção da variabilidade genética, a aceleração da taxa de evolução, mencionada logo acima, é uma vantagem que uma população de indivíduos de reprodução sexuada pode ter sobre os indivíduos assexuados. A partir do sexo a combinação de mutações benéficas em diferentes lócus pode aumentar significativamente.

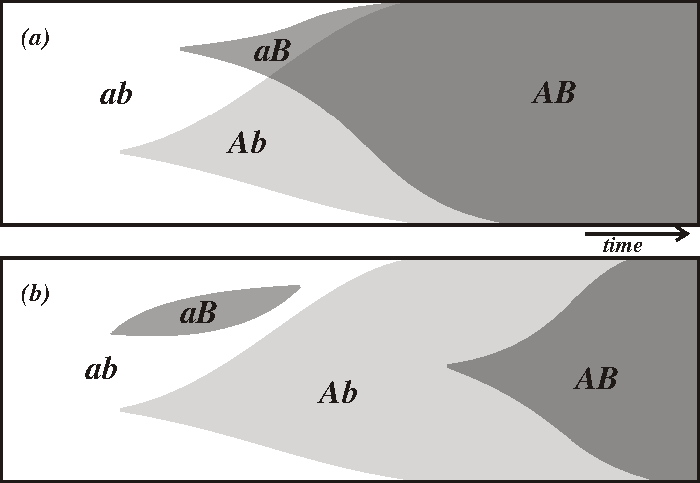
Maior velocidade de fixação de genes vantajosos (AB) na população sexuada (a) em relação a assexuada (b). As taxas relativas de evolução nas populações sexuadas e assexuadas dependem da taxa de surgimento das mutações deletérias

Imagine que uma população sexuada e outra assexuada apresentem os genes a e b fixados, sendo que no ambiente que essas populações vivem os genes que conferem maior vantagem são o A e B. Existe uma grande probabilidade que essas mutações (a→A e b→B) surjam em indivíduos diferentes, e é aí que o sexo atua na aceleração da taxa de evolução. Assim que essas mutações surgem em indivíduos diferentes o sexo age permitindo a combinação desses dois genes vantajosos em um só ser, enquanto na reprodução assexuada existe a necessidade que as duas mutações ocorram no mesmo indivíduo, pois não há como surgirem indivíduos assexuados AB, sem que a sofra uma mutação para A no indivíduo assexuado aB, ou vice-versa. A partir dessa ideia a seleção natural pode fixar o genótipo mais vantajoso (AB) em uma velocidade maior em uma população sexuada quando comparada a uma população assexuada.
Sendo a evolução mais lenta em populações assexuadas, a taxa de extinção é maior nesses indivíduos, pois eles podem não evoluir a uma velocidade suficiente para acompanhar as modificações do ambiente. Entretanto, é observado que essa taxa de evolução nem sempre é maior em populações sexuadas, em algumas situações ela é igual à de populações assexuadas. No caso de mutações vantajosas serem raras é bem provável que essa mutação se fixe na população antes do surgimento da próxima. Ou seja, a mutação A ocorrerá em um indivíduo aB, pois todos os indivíduos da população já fixaram esse gene, assim populações sexuadas e assexuadas evoluiriam na mesma velocidade. Outra situação que altera a taxa de evolução de sexuados é o tamanho da população. Populações pequenas promovem uma diminuição na velocidade de evolução, pois na ocorrência de mutações benéficas os genes vantajosos serão disseminados rapidamente nos poucos indivíduos da população.

## Razão sexual de 1:1
Fisher propôs que a proporção de machos e fêmeas na maioria das espécies na fase de zigoto é em média 1:1, esse é um ponto de equilíbrio, e em caso da população se desviar dela a seleção natural trará essa proporção de volta. A proporção sexual é uma das mais bem-sucedidas adaptações conhecidas e é uma estratégia evolucionariamente estável, já que cada indivíduo provém de um pai e uma mãe, assim machos e fêmeas contribuem com um número igual de genes para a geração seguinte e produzir indivíduos a mais de determinado sexo não trará vantagens, já que a prole de qualquer genitor sofrerá todas as diferenças de mortalidade relacionadas ao sexo que a população geral.

## Origem dos gametas

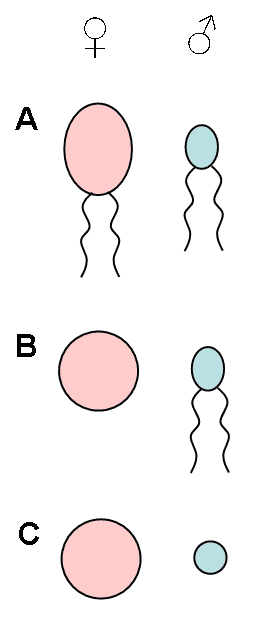
Representação de anisogamia. A) Anisogamia de gametas móveis.B) Oogamia (ovócito imóvel, espermatozóide móvel). C) Anisogamia de gametas imóveis

Segundo Darwin (1871), a seleção sexual surge das diferenças no sucesso reprodutivo causado pela competição sobre as acasalamentos. Portanto, é necessária a reprodução sexual: a combinação do material genético dos dois genitores na progênie. Isso não requer necessariamente dois sexos distintos. Os resultados mais sobressalentes de seleção sexual em animais e plantas dependem, contudo, de haver dois sexos diferentes com suas propriedades gaméticas definidas, com fêmeas produzindo ovos (óvulos) grandes e mais nutritivos e machos pequenos, com espermatozóides móveis. Essa anisogamia (gametas com dois tamanhos diferentes), estão por trás da evolução das diferenças sexuais em forma e comportamento.
Parece provável que a reprodução sexual, com dois tipos de acasalamentos diferentes (mating types) precedeu a anisogamia. A maioria dos modelos da evolução da anisogamia assumem duas pressões seletivas: o aumento do tamanho do zigoto (o qual melhora a sobrevivência do zigoto) e o aumento do número de gametas. Como os recursos disponíveis para a reprodução são limitados, essas duas pressões se opõem uma à outra. Uma solução seria a evolução de dois sexos distintos, um produzindo poucos gametas, grandes e custosos e o outro produzindo gametas numerosos, pequenos e baratos energeticamente.
Parker et al. (1972) sugeriu que uma vez que a sexualidade surge, a anisogamia provavelmente evolui da isogamia através da seleção disruptiva. Se existe variação no tamanho do gameta e se a sobrevivência do zigoto aumenta com tamanho, a seleção deve favorecer gametas que se fundem com grandes parceiros. Para uma relação entre tamanho e sobrevivência do zigoto, e estratégia evolutivamente estável é a anisogamia, com um tipo de gameta grande e outro pequeno na população.
Independente de como o sexo e a anisogamia evoluíram, uma vez que eles existem, o cenário está determinado à conflito sexual, dentro e entre os sexos. As assimetrias reprodutivas entre machos e fêmeas irão fazer com que as fêmeas produzam os gametas grandes, imóveis e ricos em nutrientes (óvulos) e caros de serem produzidos, sendo assim preciosos. Os machos, por sua vez, irão produzir gametas extremamente pequenos e bastante numerosos, altamente móveis e de produção barata (espermatozóides). A anisogamia também tem consequências comportamentais, principalmente em relação à reprodução em si. Como as fêmeas são o sexo que detém os gametas mais caros e pouco numerosos, elas serão muito mais criteriosas e seletivas na escolha do parceiro reprodutivo, enquanto que os machos serão muito menos seletivos e mais ativos sexualmente. Resumindo, as fêmeas procuram mais qualidade dos machos com os quais elas copulam e os machos estão mais preocupados na quantidade de cópulas que ele conseguem.

## Seleção sexual

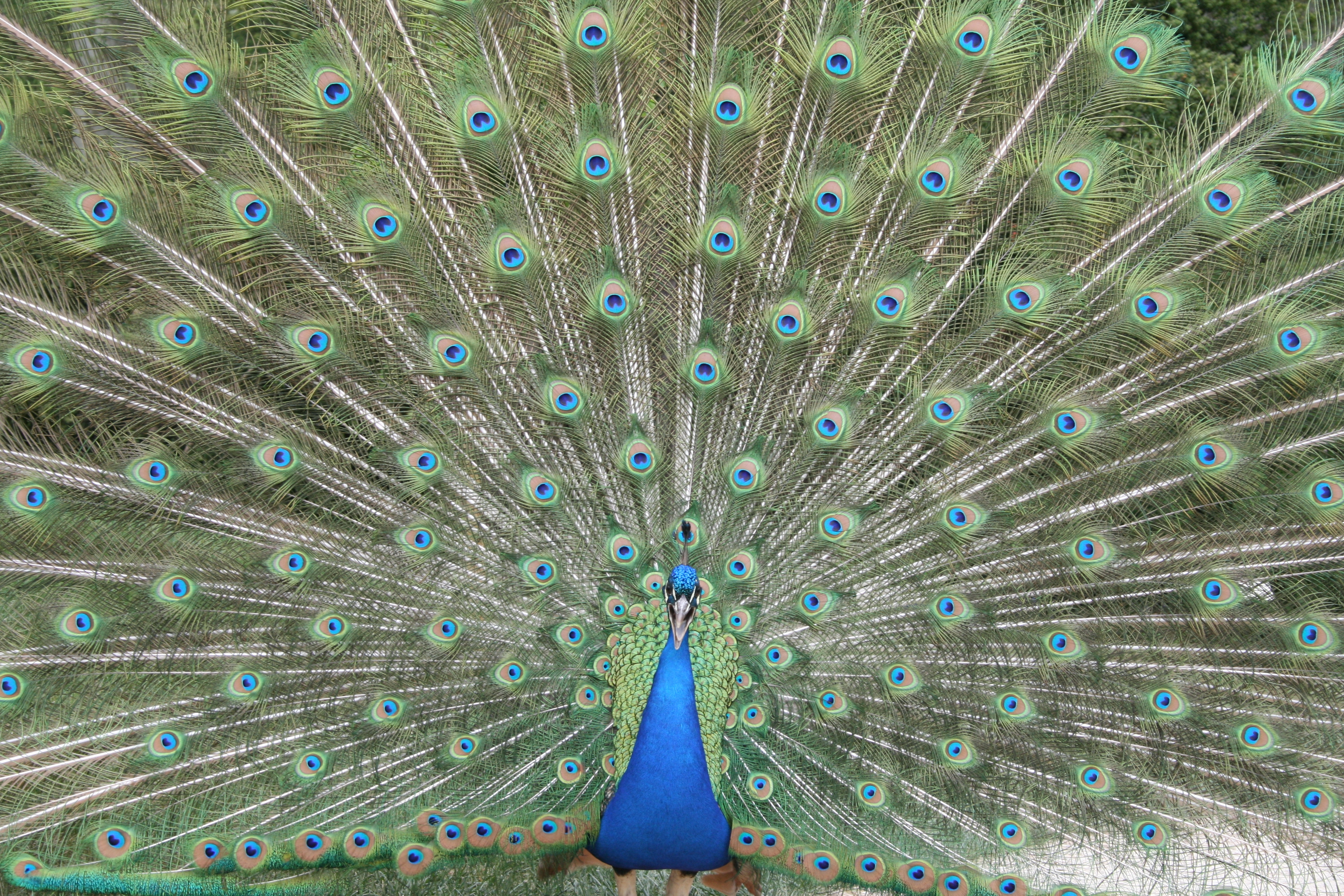
Pavão macho exibindo seu enorme leque caudal. Um atrativo para fêmeas e predadores

A maioria das espécies sexuadas apresentam diferenças entre machos e fêmeas, isso é chamado de dimorfismo sexual, onde os machos geralmente são visualmente mais chamativos em relação às fêmeas. Charles Darwin explicou essas diferenças entre gêneros a partir da seleção sexual, proposta em seu livro “A Origem das Espécies” e melhor abordado “A Descendência do Homem e Seleção em Relação ao Sexo” também de sua autoria.

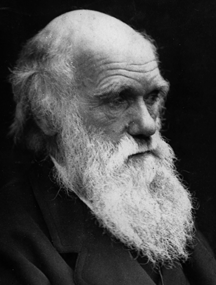
Charles Darwin. Ele definiu a seleção sexual como "a luta entre indivíduos de um sexo, geralmente os machos, pela posse do outro". The descent man, and selection in relation to sex (1871)

A seleção sexual diz que existe uma disputa entre os machos para a conquista da fêmea, a qual escolhe o macho que possui as características físicas e comportamentais que deseja copular para gerar seus descendentes. Dessa forma a fêmea atua fazendo uma pressão de seleção reprodutiva nos machos, fixando as características escolhidas por elas ao longo das gerações. Essas características selecionadas pelas fêmeas podem ser vantajosas para os machos, como no caso de cervos que possuem enormes chifres que podem ser usados para se defender, ou podem conferir uma desvantagem tremenda para sobrevivência, como é o caso dos pavões. Nesse caso, o leque de penas que é capaz de chamar a atenção e atrair várias fêmeas, também chama a atenção de diversos predadores, além do fato de sua cauda atrapalhar sua locomoção em um possível fuga. A seleção sexual nos mostra como o sexo foi (e ainda é) importante na moldagem dos seres vivos como conhecemos hoje em dia, a partir pressão seletiva causada pela escolha das fêmeas e competição entre os machos.